# Marly (Nord)
Marly é uma comuna francesa na região administrativa de Altos da França, no departamento de Nord. Estende-se por uma área de 8,04 km². Em 2010 a comuna tinha 12 188 habitantes (densidade: 1 515,9 hab./km²).